# Johanna Emerentia von Bilang
Johanna Emerentia von Bilang, född 4 februari 1777 i Stockholm, död där 9 maj 1857, var en svensk miniatyrmålare. 
Hon var född i Stockholm som dotter till kaptenen och etsaren Jacob Johan von Bilang och Emerentia Scheding. Hon var stiftsjungfru. 
Bilang hade en lång karriär som miniatyrmålare i Stockholm och hennes konst består av sirliga miniatyrer på elfenben av militärer och adelsfolk. 
Bilang fanns representerad med fyra av sina miniatyrmålningar vid Föreningen Svenska Konstnärinnors utställning på Konstakademien 1911. Bilang finns representerad vid bland annat Nationalmuseum i Stockholm.